# Карл Август (Саксония-Ваймар-Айзенах)
Карл Август фон Саксония-Ваймар-Айзенах (на немски: Karl (Carl) August von Sachsen-Weimar-Eisenach; * 3 септември 1757, Ваймар; † 14 юни 1828, дворец Градитц при Торгау) от Ернестинските Ветини, е от 1758 г. херцог и от 1815 г. велик херцог на Саксония-Ваймар-Айзенах.

## Живот
Той е най-възрастният син на херцог Ернст Август II фон Саксония-Ваймар-Айзенах (1737 – 1758) и съпругата му принцеса Анна Амалия фон Брауншвайг-Волфенбютел (1739 – 1807), дъщеря на херцог Карл I фон Брауншвайг-Волфенбютел и Филипина Шарлота Пруска, четвъртата дъщеря на крал Фридрих Вилхелм I от Прусия.
Когато е на една година баща му умира. До 1775 г. Карл Август е под опекунството на майка му Анна Амалия. През 1774 г. във Франкфурт той се запознава с прочутия поет Йохан Волфганг Гьоте и го кани във Ваймар. Гьоте пристига на 7 ноември 1775 г. във Ваймар. Те стават големи приятели. Херцогът дава на Гьоте висши служби и през 1782 г. успява да получи за него императорско благородническо писмо.
На 5 февруари 1782 г. Карл Август е приет в масонската ложа Амалия във Ваймар. На 10 февруари 1783 г. той влиза в ордена на илюминатите и се издига до „регент“. От 1792 до декември 1793 г. участва със свой полк във войната против Франция и през 1794 г. става генерал-лейтенант на пруската войска.
През 1804 г. неговият син, наследственият принц Карл Фридрих, се жени за руската велика княгиня Мария Павловна, дъщеря на убития през 1801 г. цар Павел I и сестра на наследника му Александър I. Карл Аугуст е издигнат на Виенския конгрес през 1815 г. на велик херцог.
- Великхерцог Карл Август, 1822
- Паметник на Карл Август във Ваймар

## Фамилия
Първи брак: на 3 октомври 1775 г. в Карлсруе с принцеса Луиза фон Хесен-Дармщат (1757 – 1830), дъщеря на Лудвиг IX, ландграф на Хесен-Дармщат, и Каролина фон Пфалц-Цвайбрюкен. Те имат децата:
- Луиза (1779 – 1784)
- дъщеря (*/† 1781)
- Карл Фридрих (1783 – 1863), от 1828 г. велик херцог на Саксония-Ваймар-Айзенах
- син (*/† 1785)
- Каролина Луиза (1786 – 1816), омъжена 1810 за принц Фридрих Лудвиг фон Мекленбург-Шверин (1778 – 1819)
- син (*/† 1789)
- Карл Бернхард (1792 – 1862)

Втори брак: с Ева Доротея Виганд (1755 – 1828). Те имат един син:
- Йохан Карл Себастиан Клайн (1779 – 1830), женен 1817 за Анна Фридрика Хенриета Мюлер (* 1797)

Освен това той има 38 извънбрачни деца:
Деца от артистката Хенриета Каролина Фридерика Ягеман фон Хайгендорф (1777 – 1848):
- Карл фон Хайгендорф (1806 – 1895)
- Август фон Хейгендорф (1810 – 1874)
- Мариана фон Хейгендорф (1812 – 1836)

Деца от Луиза Рудорф (1777 – 1852):
- Карл Вилхелм фон Кнебел (1796 – 1861)